# Кляшторне (Грифінський повіт)
Кляшторне (пол. Klasztorne) — село в Польщі, у гміні Тшцинсько-Здруй Грифінського повіту Західнопоморського воєводства.
Населення — 115 осіб (2011).
У 1975-1998 роках село належало до Щецинського воєводства.

## Демографія
Демографічна структура станом на 31 березня 2011 року:
|          | Загалом | Допрацездатний вік | Працездатний вік | Постпрацездатний вік |
| -------- | ------- | ------------------ | ---------------- | -------------------- |
| Чоловіки | 60      | 19                 | 33               | 8                    |
| Жінки    | 55      | 13                 | 26               | 16                   |
| Разом    | 115     | 32                 | 59               | 24                   |